# Chris Menges
Pour les articles homonymes, voir Menges.
Chris Menges (né le 15 septembre 1940 à Kington, dans le Herefordshire) est un directeur de la photographie et réalisateur britannique, membre de la British Society of Cinematographers.

## Filmographie partielle

### Comme directeur de la photo
- 1967 : Raid Into Tibet
- 1980 : Babylon de Franco Rosso
- 1980 : Star Wars, Épisode V : L'Empire Contre-Attaque de Irvin Kerschner
- 1981 : East 103rd Street (doc)
- 1982 : Le Camion de la mort de Harley Cokeliss
- 1982 : Made in Britain d'Alan Clarke (téléfilm)
- 1984 : La Déchirure (The Killing Fields) de Roland Joffé
- 1986 : Mission (The Mission) de Roland Joffé
- 1987 : Le Bayou (Shy People) de Andreï Kontchalovski
- 1996 : Michael Collins de Neil Jordan
- 1997 : The Boxer de Jim Sheridan
- 2001 : The Pledge de Sean Penn
- 2002 : Dirty Pretty Things  de Stephen Frears
- 2004 : Criminal, de Gregory Jacobs
- 2007 : Chronique d'un scandale de Richard Eyre
- 2008 : Stop-Loss de Kimberly Peirce
- 2009 : The Reader de Stephen Daldry
- 2010 : Route Irish de Ken Loach
- 2011 : Extrêmement fort et incroyablement près (Extremely Loud and Incredibly Close) de Stephen Daldry

### Comme réalisateur
- 1981 : East 103rd Street (doc)
- 1988 : Un monde à part (A World Apart)
- 1992 : CrissCross
- 1994 : Le Deuxième Père (Second Best)
- 1999 : The Lost Son

## Récompenses et distinctions
- Oscar de la meilleure photographie 1984 pour La Déchirure
- Oscar de la meilleure photographie 1986 pour Mission
- Grand prix spécial du jury au Festival de Cannes 1988 pour Un monde à part